# Alexandre Tchavtchavadze
Alexandre Tchavtchavadze (en géorgien : ალექსანდრე ჭავჭავაძე), prince Tchavtchavadze, est né le 4 juillet 1870 à Tbilissi, dans l'Empire russe, et mort dans cette même ville, en Union soviétique, à une date indéterminée en 1930. C'est un aristocrate et un militaire russo-géorgien, opposé au régime communiste.
Fils de Zakhary Gulbatovich Chavchavadze (en), le prince Alexandre intègre le corps des Pages, à Saint-Pétersbourg. Nommé adjudant du gouverneur du Caucase en 1905, il devient commandant dans la Division sauvage pendant la Première Guerre mondiale. Renvoyé en Géorgie après la Révolution russe, il intègre bientôt l'armée de la République démocratique de Géorgie mais quitte celle-ci après l'intégration du pays à l'Union soviétique.
Bloqué en Géorgie alors que ses enfants ont fui en Europe de l'ouest avec sa première épouse, Marie Rodzianko, il se remarie en 1922 à Olga Grigorievna Soukhomlina. Arrêté en février 1930 pour activités contre-révolutionnaires, il est exécuté après juillet.